# Pueblo (Rincón)
Pueblo es un barrio ubicado en el municipio de Rincón en el estado libre asociado de Puerto Rico. En el Censo de 2010 tenía una población de 3796 habitantes y una densidad poblacional de 523,82 personas por km².

## Geografía
Pueblo se encuentra ubicado en las coordenadas 18°19′57″N 67°14′30″O / 18.33250, -67.24167. Según la Oficina del Censo de los Estados Unidos, Pueblo tiene una superficie total de 7.25 km², de la cual 6.64 km² corresponden a tierra firme y (8.43%) 0.61 km² es agua.

## Demografía
Según el censo de 2010, había 3796 personas residiendo en Pueblo. La densidad de población era de 523,82 hab./km². De los 3796 habitantes, Pueblo estaba compuesto por el 84.38% blancos, el 6.51% eran afroamericanos, el 0.42% eran amerindios, el 0.26% eran asiáticos, el 0.08% eran isleños del Pacífico, el 5.11% eran de otras razas y el 3.24% pertenecían a dos o más razas. Del total de la población el 97.89% eran hispanos o latinos de cualquier raza.